# Poliana buchholzi
Poliana buchholzi är en fjärilsart som beskrevs av Carl Plötz 1880. Poliana buchholzi ingår i släktet Poliana och familjen svärmare. Inga underarter finns listade i Catalogue of Life.